# Вой 4
«Вой 4» (англ. The Howling 4: The Original Nightmare) — фильм режиссёра Джона Хью. Экранизация произведения Гэри Брэнднера.

## Сюжет
Молодую известную писательницу постоянно мучают ночные кошмары. По совету доктора она берёт отпуск и вместе с мужем едет в тихий уединённый городок.
Но и там зловещие видения не отпускают её, а вскоре она становится свидетельницей таинственных происшествий и узнаёт, что реальность гораздо страшнее, чем самое изощрённое воображение человека может себе представить…

## В ролях
- Роми Уиндзор — Мэри
- Майкл Т. Уайз — Ричард Адамс
- Энтони Гамильтон — Том
- Сюзан Сэверэйд — Джэнис
- Ламья Дервал — Элианор
- Норман Ансти — Шериф
- Кейт Эдвардс — Миссис Ормстил
- Дэннис Фолбридж — Доктор Кумбс
- Энтони Джеймс — Отец Камефрон
- Дэйл Каттс — Доктор Хэйнэманн
- Клай Тёрнер — Водитель грузовика
- Меган Крускал — Сестра Рут
- Дэннис Смит — Мистер Ормстил
- Грег Лэттер — Джон
- Максин Джон — Пола

## Интересные факты
- Фильм является ремейком кинокартины «Вой» 1981 года и следует более точному развитию сюжета по книге.